# Fortificações de Assunção
As Fortificações de Assunção localizam-se na cidade de Assunção, no Paraguai.
A cidade foi erguida em posição dominante na margem esquerda do rio Paraguai, na altura da foz do rio Pilcomayo. A sua fundação remonta ao início do século XVI, no contexto da disputa entre as Coroas de Portugal e da Espanha pela posse do rio da Prata.
"Sabendo que o navegador português Pero Lopes de Sousa estivera na região e aí colocara marco de posse para seu país [Novembro de 1531], o governo espanhol enviou, pouco depois, uma expedição de 2.500 colonos, sob o comando de Pedro de Mendoza, para empreender a colonização local; foi então fundada "Santa Maria de Buenos Aires" (1536), logo atacada pelos índios. Este fato determinou a procura de um sítio mais seguro, o que motivou a colonização do Paraguai, cujo núcleo inicial foi Assunção (1537). Deste local interiorizado puderam os espanhóis conquistar grande área da bacia do Prata e, em 1580, levar Juan de Garay a fundar novamente Buenos Aires com o nome de "Ciudad de la Trinidad"." (CASTRO, 1983:59)
O povoado de Assunção foi fundado pelo Capitão Juan de Salazar y Gonzalo de Mendoza, que ali iniciou um forte a 15 de Agosto de 1537. O episódio é relatado por E. de Gandía (La ciudade de Assunción durante el gobierno de Irala), na obra Indios y conquistadores en el Paraguay (Buenos Aires, 1932. apud STADEN, 1974:61).
Séculos mais tarde, no contexto da Guerra da Tríplice Aliança (1864-1870), quando da passagem de Humaitá (19 de Fevereiro de 1868), a força de monitores da Marinha do Brasil, sob o comando de Delfim Carlos de Carvalho, conseguiu romper as correntes que fechavam o rio Paraguai naquele trecho, atingindo a capital (24 de Fevereiro de 1868), que bombardearam. Nesta data, dois couraçados e um monitor dispararam de 35 a 40 tiros de artilharia sobre o forte que defendia esta capital, que devolveu poucos tiros em resposta, tendo a sua guarnição se retirado em seguida.
Transportadas pela Esquadra Imperial, tropas de ocupação brasileiras (1.700 homens) sob o comando do então Coronel Hermes Ernesto da Fonseca (1824-1891), pai do futuro presidente da República brasileira de mesmo nome, entraram sem resistência em Assunção (31 de Dezembro de 1868), encontrando a capital abandonada, defendida por um forte com poucos soldados e um único canhão. Por terra, as forças do Marquês de Caxias (1803-1880), entram em Assunção a 5 de Janeiro de 1869, encerrando esta fase da campanha.